# Charles Addams
Charles Samuel "Chas" Addams, född 7 januari 1912 i Westfield, New Jersey, död 29 september 1988 i New York i New York, var en amerikansk illustratör och tecknare känd för sin svarta humor. Addams är främst berömd för att ha skapat figurerna som TV-serien Familjen Addams byggde på. Serien. som hade premiär 1964, har sedan resulterat ytterligare en TV-serie, flera filmer, två tecknade tv-serier och en musikal. Han är även känd som Chas Addams, då det var så han signerade sina verk.

## Biografi
Charles Addams föddes 1912 i Westfield i New Jersey som son till Charles Huey Addams och Grace M. Addams, född Spear. Han var släkt med nobelpristagaren och feministen Jane Addams samt avlägsen släkting till de amerikanska presidenterna John Adams och John Quincy Adams. Under sin barndom kallades han "Chill" av sina vänner. Addams gick på Public School i Westfield och läste sedan på Westfield Senior High School. Där var han under en period ansvarig för layout och ritade flera bilder till skoltidningen Weathervane. 1929 gick han ut High School och började studera vid Colgate University i Hamilton, New York. Året därefter slutade han och började istället på University of Philadelphia. 1931 började han studera vid Grand Central School of Art i New York.
Addams fick arbete som bildredigerare på tidningen True Detective 1932. Där hade han som uppgift att retuschera bort blod från bilder på lik som skulle tryckas i tidningen. Addams har berättat att flera av liken var mer intressanta innan redigeringen än efter. 21 år gammal 1932 publicerades ett av hans alster för första gången i The New Yorker. Addams illustrationer blev snart ett återkommande inslag i tidskriften. 1940 erbjöds han att arbeta för The New Yorker på heltid, vilket han gjorde som frilansare fram till sin död 1988. Hans serier utgavs i magasinet fram till 1989 postumt.
Addams verk dök då och då upp i andra tidningar och magasin, framförallt Colliers och TV Guide.
Första gången som en figur som senare skulle tillhöra Familjen Addams dök upp var 1937. Teckningen föreställde både Morticia och Lurch men de såg inte ut precis som de senare gjorde i tv-serien. Hans första bok med en samling teckningar, Drawn and Quartered,  gavs ut 1942. Totalt har över 15 böcker publicerats, många översatta till flera språk.
Addams träffade 1942 sin första fru Barbara Jean Day men de skilde sig åtta år senare eftersom han inte ville ha barn. Han gifte sig för andra gången 1954 med Barbara Barb, men detta äktenskap tog slut efter två år.
På Museum of the City of New York ägde utställningen Chas Addams' New York, med Addams verk rum 1956. Året därpå hölls en visning kallad Addams and Anthropology på University Museum of the University of Pennsylvania.
Addams donerade 1961 och 1962 totalt 72 original, både färdiga teckningar och skisser, till Museum of the City of New York. Där höll han även sin första utställning som enda konstnär 1965. Addams original finns idag representerade i flera prestigefulla samlingar som New York Public Library, The Museum of the City of New York och Library of Congress.
Addams blev utsedd till hedersdoktor vid både University of Pennsylvania och Southampton Collage 1980 respektive 1983.
Addams avled 1988 på St. Clare's Hospital i New York efter att han drabbats av en hjärtattack när han satt i sin bil på uppfarten till sitt hem. Addams tredje och sista fru, Marilyn Matthews Milles (1926-2002) känd som Tee, skapade 1999 Tee and Charles Addams Foundation.

## Verk
Charles Addams illustrationer föreställer ofta människor och djur i makabra situationer. Personer i alla möjliga roller, allt från djurskötare till direktörer tecknades i underliga och bisarra tillstånd i såväl historisk som modern miljö. Addams tangerade varierade ämnen. Konst, resor, relationer och barn var ofta återkommande.
Under stor del av sitt liv bodde Addams på Westhampton Beach på Long Island men arbetade sällan hemma. Merparten av sina över 1300 illustrationer gjorde han i New York.

### Familjen Addams (The Addams Family)
I skapandet av en sitcom kontaktades Addams av TV-producenten David Levy. Charles ombads ge en grupp tecknade figurer namn och fler egenskaper som skådespelarna skulle använda när de sedan porträtterade figurerna.  Denna grupp, tidigare ej namngivna, karaktärer fick samlingsnamnet The Addams Family, Familjen Addams. Serien visades på ABC Network under två år, 1964–1966. Morticia, Gomez, Uncle Fester, barnen Wednesday och Pugsley, butlern Lurch, Grandmama, och Thing har alla på olika sätt framställts i Addams illustrationer före TV-serien. Figurerna dök endast upp i omkring 50 av alla Addams teckningar. The New Yorkers redaktör William Shawn förbjöd Addams att rita teckningar med familjen Addams då TV-serien började sändas. Det gick emot tidningens strävan att nå ut till sofistikerade läsare. Förbudet hävdes när Shawn gick i pension 1987.
När Addams var ung arresterades han av polisen för att han brutit sig in i ett hus på Dudley Avenue. På garagets andra våning, bakom huset, finns det en målning av ett skelett vilken tros ha målats av Charles. Det huset samt ett hus på Elm Street sägs vara inspirationen till Familjen Addams-huset.
Hanna-Barbera producerade tecknade TV-serier om figurerna 1973 och 1992. Flera filmer har även skapats runt figurerna, den första av Paramount Studios 1991.
En byggnad tillhörande University of Pennsylvania har uppkallats efter Charles Addams. Framför byggnaden finns en skulptur föreställande silhuetterna av familjen Addams.
2010 sattes en musikal upp vid Lunt-Fontanne Theater, på Broadway i New York, betitlad The Addams Family a New Musical. 
En tecknad film om figurerna produceras av Universal Pictures och har planerad premiär 2014.

### Av Charles Addams
Utgivna böcker med Charles Addams bilder.
- Drawn and Quartered (1942) - Random House
- Addams and Evil (1947) - Random House
- (illustrationer) Afternoon in the Attic (1950), Samling berättelser av John Kobler
- Monster Rally (1950) - Simon & Schuster
- Homebodies (1954) - Simon & Schuster
- Nightcrawlers (1957) - Simon & Schuster
- Dear Dead Days (1959), samling utvalda illustrationer
- Black Maria (1960) - Simon & Schuster
- The Groaning Board (1964)
- The Chas Addams Mother Goose (1967) - Windmill Books
- My Crowd (1970) - Simon & Schuster
- Favorite Haunts (1976) - Simon & Schuster
- Creature Comforts (1981)
- The World of Charles Addams (1991), ISBN 0-394-58822-3
- Half - Baked Cookbook (2005) - Simon & Schuster, ISBN 0-743-26775-3
- Happily Ever After: A Collection of Cartoons to Chill the Heart of Your Loved One (2006) - Simon & Schuster, ISBN 9780743267779
- The Addams Family: An Evilution (2010)

### Om Charles Addams
- Margareta Strömstedt: "Han sprider skräck i barnkammaren", Dagens nyheter, 8 okt 1967, söndagsbilagan, s. 3
- Davis, Linda H., Charles Addams: A Cartoonist's Life (2006) - Random House